# Нанше (Жура)
Нанше (фр. Nanchez) — муніципалітет у Франції, у регіоні Бургундія-Франш-Конте, департамент Жура. Нанше утворено 1 січня 2016 року шляхом злиття муніципалітетів Шо-де-Пре i Преновель. Адміністративним центром муніципалітету є Шо-де-Пре. Населення — 775 осіб (01.01.2021).

## Історія
1 січня 2019 року до Нанше приєднано муніципалітети Ле-П'яр і Віллар-сюр-Б'єнн.